# 롤링 썬더 작전
롤링 썬더 작전(영어: Operation Rolling Thunder)은 베트남 전쟁 중에 미국 공군과 남베트남 공군에 의해 1965년 3월 2일부터 1968년 11월 2일까지 북베트남에 가해진 지속적인 융단폭격 작전이다. 이 폭격은 제2차 세계 대전 이후 냉전 중 벌어졌던 공대지 폭격 가운데 가장 막강한 화력을 퍼부은 폭격이었으나, 막대한 민간인 희생자를 발생시켜 전략적인 실패로 귀결됐다.

## 같이 보기
- 메뉴 작전